# Coupe d'Albanie féminine de football
La Coupe d'Albanie féminine de football (albanais : Kupa e Shqipërisë) est une compétition de football féminin ouverte aux clubs d'Albanie.

## Histoire
La Fédération albanaise de football organise la première Coupe d'Albanie féminine de football qui voit la victoire du Tirana AS lors de la saison 2009-2010.

## Palmarès
| Saison    | Champion     | Finaliste     | Score |
| --------- | ------------ | ------------- | ----- |
| 2009-2010 | Tirana AS    | The Door      | 6-0   |
| 2010-2011 | KS Ada       | Juban Danja   | 2-0   |
| 2011-2012 | Juban Danja  | FC Kinostudio | 4-1   |
| 2012-2013 | Juban Danja  | KS Ada        | 3-2   |
| 2013-2014 | KFF Vllaznia | Juban Danja   | 7-1   |
| 2014-2015 | KFF Vllaznia | FK Kukësi     | 4-0   |
| 2015-2016 | KFF Vllaznia | FC Kinostudio | 6-0   |
| 2016-2017 | KFF Vllaznia | KFF Apolonia  | 3-0   |
| 2017-2018 | KFF Vllaznia | Tirana AS     | 6-1   |
| 2018-2019 | KFF Vllaznia | KFF Apolonia  | 3-0   |
| 2019-2020 | KFF Vllaznia | KFF Apolonia  | 4-0   |
| 2020-2021 | KFF Vllaznia | KFF Apolonia  | -     |
| 2021-2022 | KFF Vllaznia | KFF Tirana    | 7-0   |
| 2022-2023 | KFF Vllaznia | KFF Apolonia  | 4-1   |
| 2023-2024 | KFF Apolonia | KFF Partizani | 2-1   |
| 2024-2025 | KFF Apolonia | KFF Egnatia   | 5-1   |

| Club          | Ville      | Titres | Finales |
| ------------- | ---------- | ------ | ------- |
| KFF Vllaznia  | Shkodër    | 10     | 0       |
| KFF Apolonia  | Fier       | 2      | 5       |
| Juban Danja   | Shkodër    | 2      | 2       |
| Tirana AS     | Tirana     | 1      | 1       |
| KS Ada        | Velipojë   | 1      | 1       |
| FC Kinostudio | Tirana     | 0      | 2       |
| The Door      | Shkodër    | 0      | 1       |
| FK Kukësi     | Kukës      | 0      | 1       |
| KFF Tirana    | Tirana     | 0      | 1       |
| KFF Partizani | Tirana     | 0      | 1       |
| KFF Egnatia   | Rrogozhinë | 0      | 1       |